# 클라라와 태양
클라라와 태양 (Klara and the Sun) 은 노벨 문학상 수상자인 영국의 작가 가즈오 이시구로가 썼으며 2021년 3월 2일에 출판된 그의 8번째 소설이다.  디스토피아적이며 공상과학 이야기로 인공지능과 관련된 작품이다.  글의 주인공 클라라의 관점에서 태양광으로 에너지를 갖는 인공지능 친구와의 사랑이야기이다.  